# Великий Лог (Ростовська область)
Великий Лог — хутір в Аксайському районі Ростовської області, Росія.
Адміністративний центр Великолозького сільського поселення. Залізнична станція Великий Лог.
Населення становить 4336 особи.

## Географія
Хутір Великий Лог розташовано над річкою (балкою) Великий Лог (права притока Аксаю). Хутір розташовано за 6 км на північний схід від центру міста Аксая, та за 17 км на північний схід від центру Ростова-на-Дону.

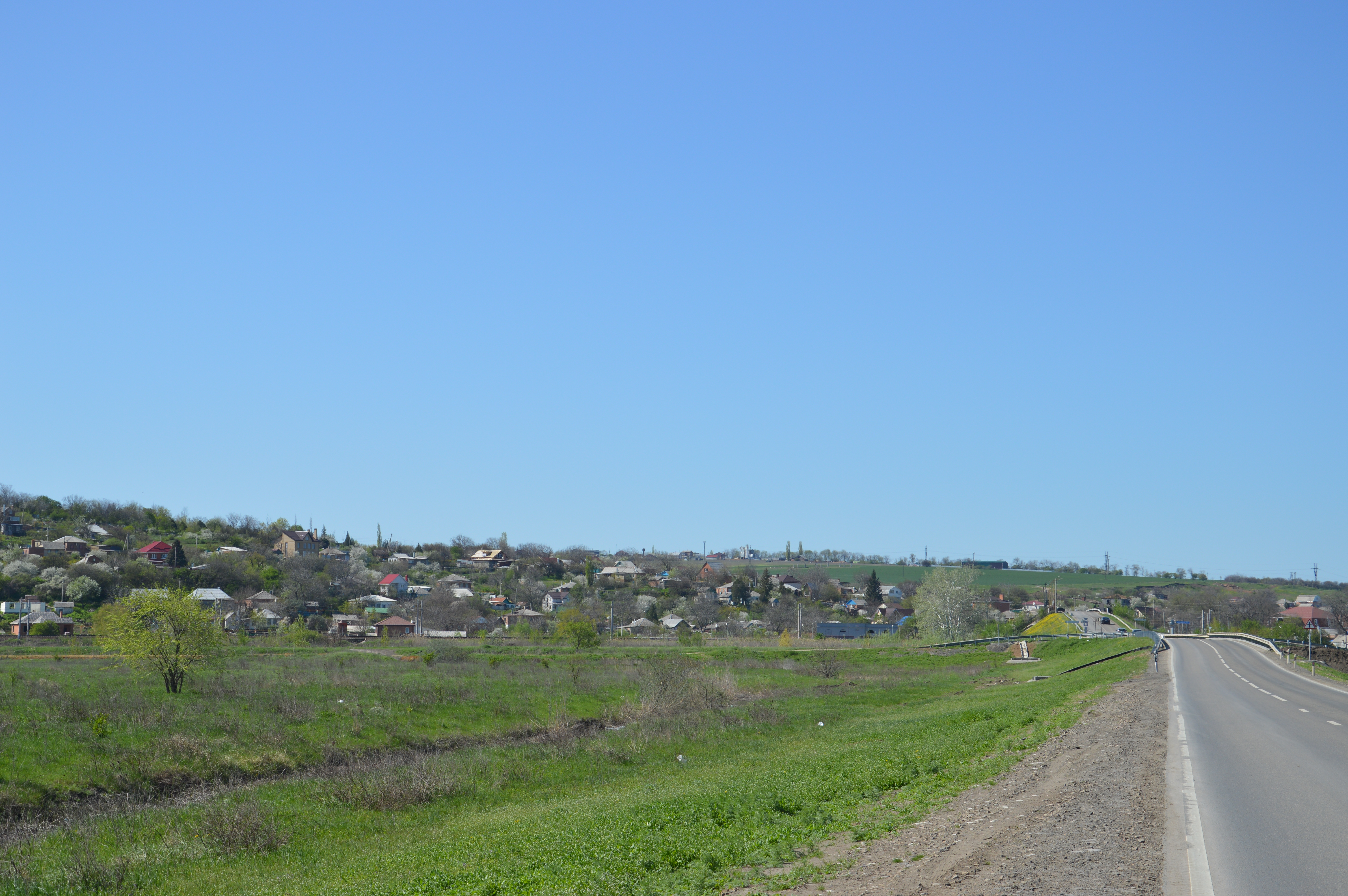
Вид Великого Логу

### Вулиці
| - вул. 30 років Перемоги, - вул. Калініна, - вул. Комсомольська, - вул. Леніна, - вул. Молодіжна, - вул. Нова, - вул. Новоселів, - вул. Овражна, - вул. Октябрська, | - вул. Олімпійська, - вул. Пушкіна, - вул. Радянська, - вул. Толстого, - вул. Фадєєва, - вул. Фермерська, - вул. Чеботарьова, - вул. Чернишевського, - вул. Ювілейна, | - вул. Західна - пров. Лікарняний, - пров. Веселий, - пров. Східний, - пров. Кам'яний, - пров. Садовий, - пров. Наскрізний, - пров. Тихий. |

## Археологія
В районі хутора виявлено ряд археологічних пам'яток, що перебувають під державною охороною:
- кілометрі на схід від хутора на гребені між відрогами балок Великий Лог розташована курганна група «Глибокий»[3],
- трохи далі на лівому березі балки розташоване археологічне поселення "Глибоке" 13-14 сторіч  доби Золотої Орди[4][5],
- на правому березі балки також є поселення "Великий Лог" XIII—XV сторіч доби Золотої Орди, однойменне з хутором[6].
- на захід за 2-3 км від хутора розташовані чотири курганних могильники, останній з них — на території садового товариства НВО «Алмаз»[7][8][9][10].

## Історія
Засновано 1774 року.

### Відомі люди
- Таїсія Григорівна Продан (1922-2002) — Герой Соціалістичної Праці.
- Євген Іванович Шапошников (3 лютого 1942) — воєначальник СРСР і Росії, маршал авіації (1991), останній міністр оборони СРСР (серпень—грудень 1991).

## Пам'ятки
До Жовтневого перевороту в хуторі функціонувала невелика каплиця, де в ході одного з хресних ходів з чудотворною Аксайской іконою Божої Матері з Новочеркаська в Аксай було проведено вечірнє богослужіння. 2000 року відкритоСпаський молитовний будинок , що відвідують не тільки жителі Великого Лода, але й сусідніх хуторів та сіл.